# Comuna Măureni, Caraș-Severin
Măureni, colocvial Morițfeld, (în germană Moritzfeld, în maghiară Móricföld, în trad. "Câmpul lui Mauriciu"), este o comună în județul Caraș-Severin, Banat, România, formată din satele Măureni (reședința) și Șoșdea.

## Demografie
Componența etnică a comunei Măureni
     Români (91,63%)
     Alte etnii (8,37%)
Componența confesională a comunei Măureni
     Ortodocși (75,12%)
     Penticostali (14,36%)
     Romano-catolici (2,23%)
     Alte religii (1,21%)
     Necunoscută (7,08%)
Conform recensământului efectuat în 2021, populația comunei Măureni se ridică la 2.556 de locuitori, în scădere față de recensământul anterior din 2011, când fuseseră înregistrați 2.646 de locuitori. Majoritatea locuitorilor sunt români (91,63%). Din punct de vedere confesional, majoritatea locuitorilor sunt ortodocși (75,12%), cu minorități de penticostali (14,36%) și romano-catolici (2,23%), iar pentru 7,08% nu se cunoaște apartenența confesională.

## Politică și administrație
Comuna Măureni este administrată de un primar și un consiliu local compus din 11 consilieri. Primarul, Brian Filimon[*], de la Partidul Social Democrat, este în funcție din 2016. Începând cu alegerile locale din 2024, consiliul local are următoarea componență pe partide politice:
|  | Partid                          | Consilieri | Componența Consiliului | Componența Consiliului | Componența Consiliului | Componența Consiliului | Componența Consiliului | Componența Consiliului | Componența Consiliului | Componența Consiliului | Componența Consiliului | Componența Consiliului |
|  | ------------------------------- | ---------- | ---------------------- | ---------------------- | ---------------------- | ---------------------- | ---------------------- | ---------------------- | ---------------------- | ---------------------- | ---------------------- | ---------------------- |
|  | Partidul Social Democrat        | 10         |                        |                        |                        |                        |                        |                        |                        |                        |                        |                        |
|  | Alianța pentru Unirea Românilor | 1          |                        |                        |                        |                        |                        |                        |                        |                        |                        |                        |

## Personalități
- Augustin Pacha (1870 - 1954), episcop romano-catolic de Timișoara